# Molho bordelaise

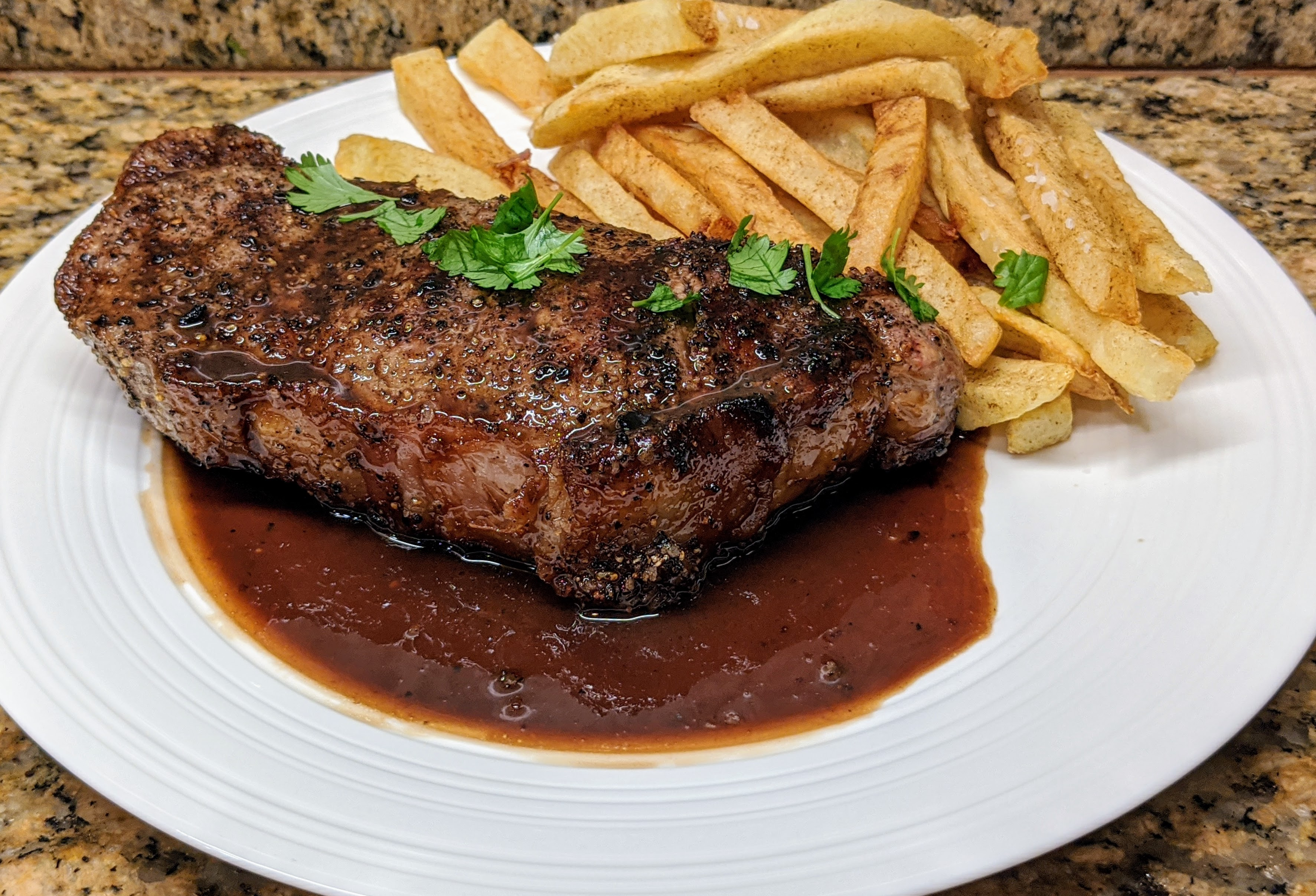
Bife e fritas com molho Bordelaise

O molho Bordelaise é um clássico molho francês com o nome da região de Bordeaux, na França, famosa por seus vinhos. O molho é feito com vinho tinto seco, tutano, manteiga, cebolinha e molho demi-glace. Sauce marchand de vin ("molho do comerciante de vinhos") é uma designação semelhante. Tradicionalmente, o molho bordelaise é servido com carne ou bife grelhado, embora também possa ser servido com outras carnes que combinam bem com molhos à base de demi-glace de vinho tinto.

## Bordelaise de Nova Orleans
Um molho bordelaise na tradicional cozinha crioula da Louisiana ao estilo de Nova Orleans é diferente da versão clássica francesa, embora ambos estejam disponíveis na cidade. O sabor básico é alho em vez de vinho tinto e medula óssea. Outro molho chamado "bordelaise" em Nova Orleans consiste em manteiga, azeite, cebolinha, salsa e alho.
Essa combinação é a base dos clássicos escargots bordelaises, prato disponível nos restaurantes de Nova Orleans no início do século XX. A associação de bordelaise com alho pode ter começado com este prato e depois mudado para a versão demi-glace. Uma receita crioula de 1904 pede alho e salsa, além de cebolinha, vinho tinto, tutano de boi e "molho espanhol".